# Божетарня і Культура
Божета́рня і Культу́ра — заповідне урочище (лісове) в Україні. Розташоване в межах Луцького району Волинської області, на південний схід від селища Олика і на схід від села Метельне. 
Площа 329 га. Статус надано згідно з розпорядженням облдержадміністрації від 26.05.1992 № 132. Перебуває у віданні філії «Ківерцівське лісове господарство», Мощаницьке лісництво, кв. 72, вид. 1-6, 8, 9, кв. 73, кв. 74, вид. 7-15, 19, 20, кв. 76-78, кв. 79, вид. 1-15, 17-19. 
Статус надано для збереження цінних лісових високобонітетних насаджень віком 60—100 років. На мальовничих пагорбах і ярах зростають: сосна, дуб, ялина, липа. Водяться різні види тварин.

## Галерея

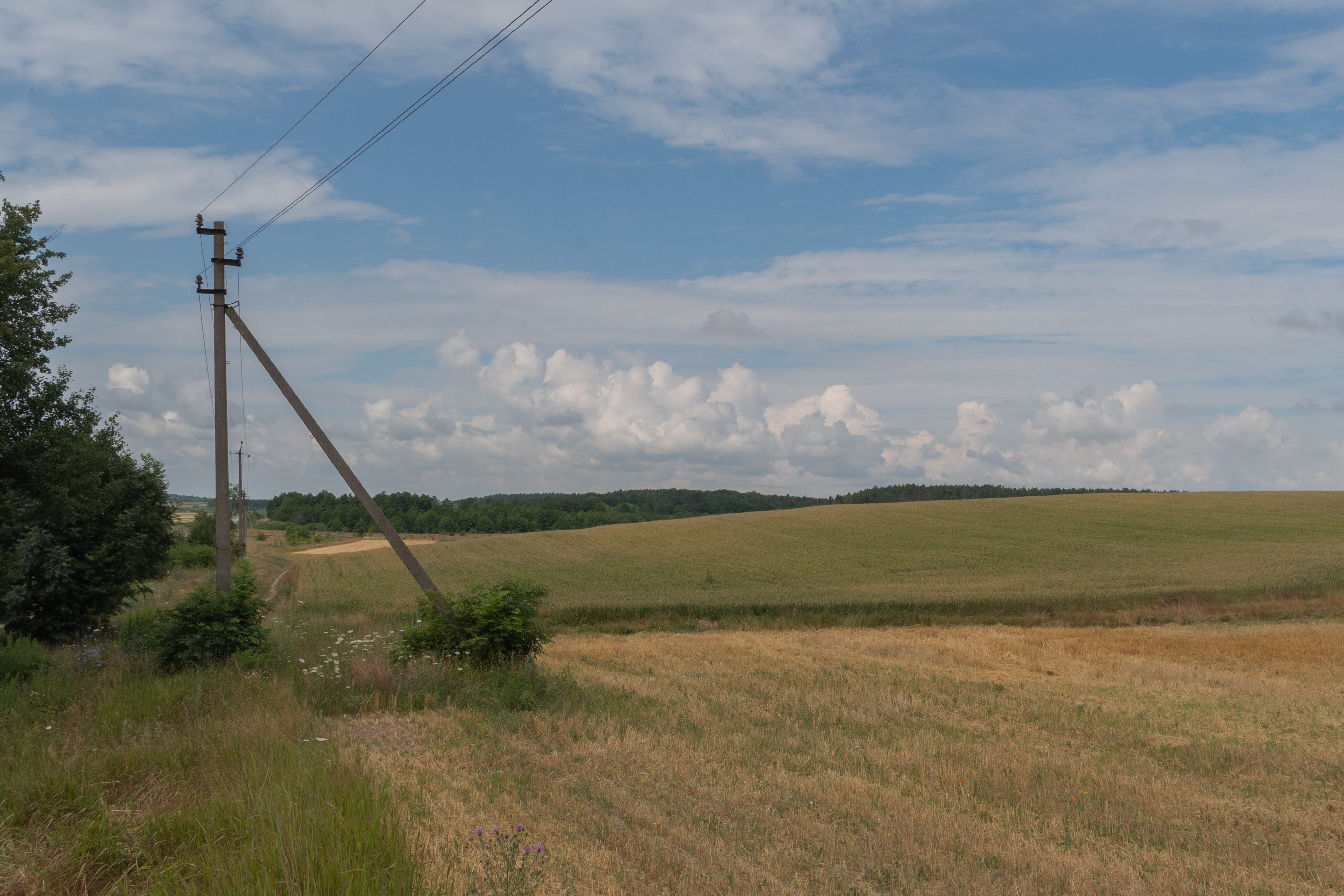
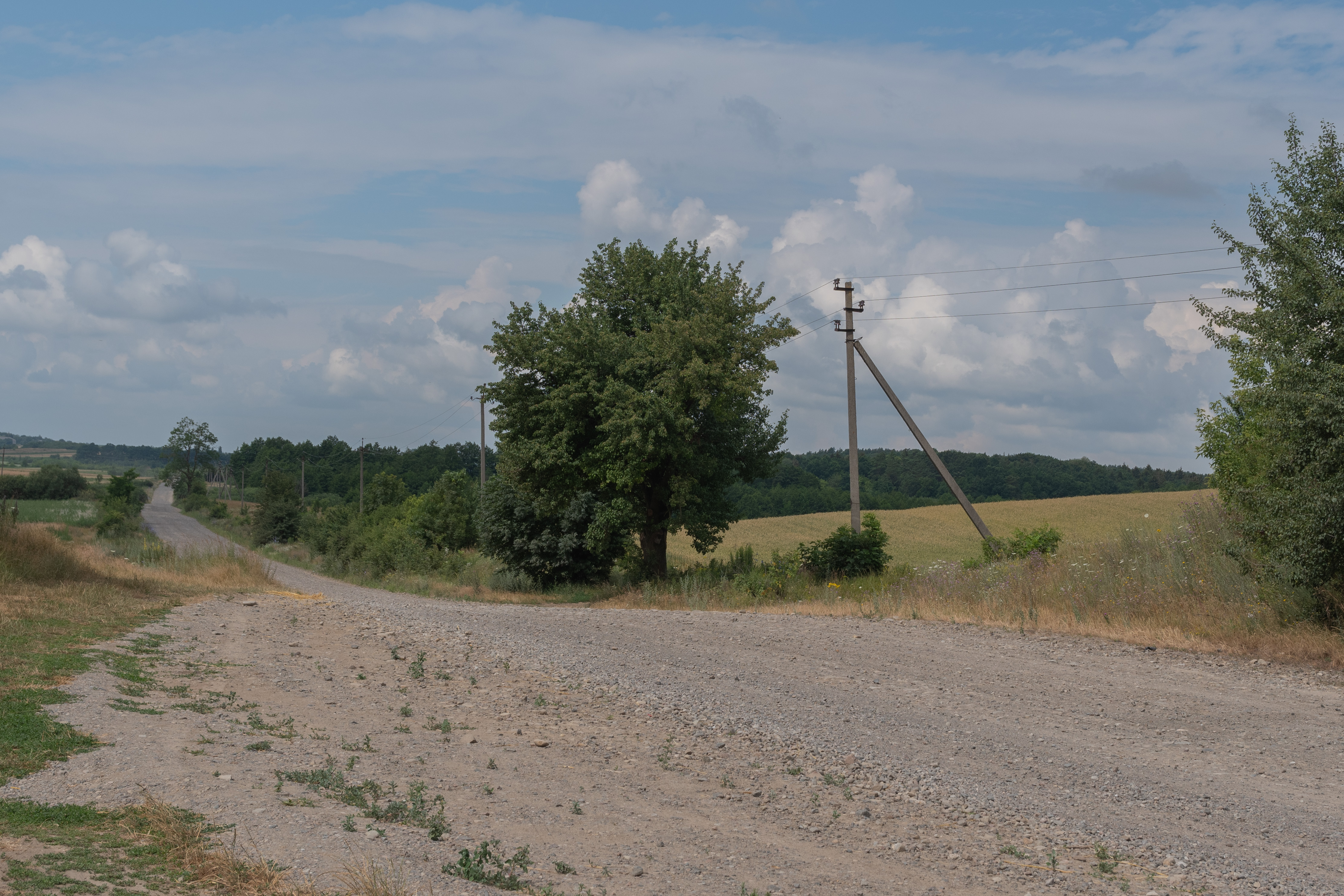